# Brusselsepoort (Leuven)

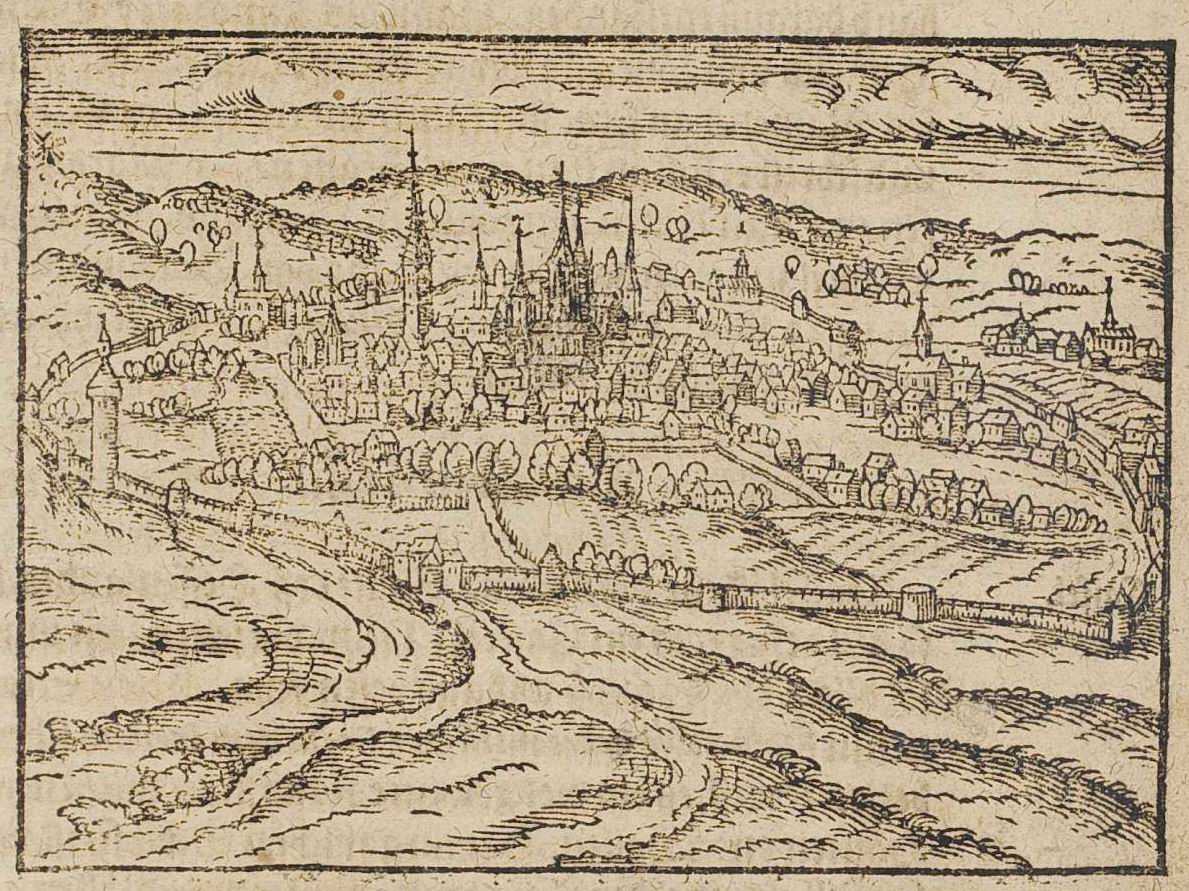
Vooraan Brusselsepoort met weg naar Vilvoorde

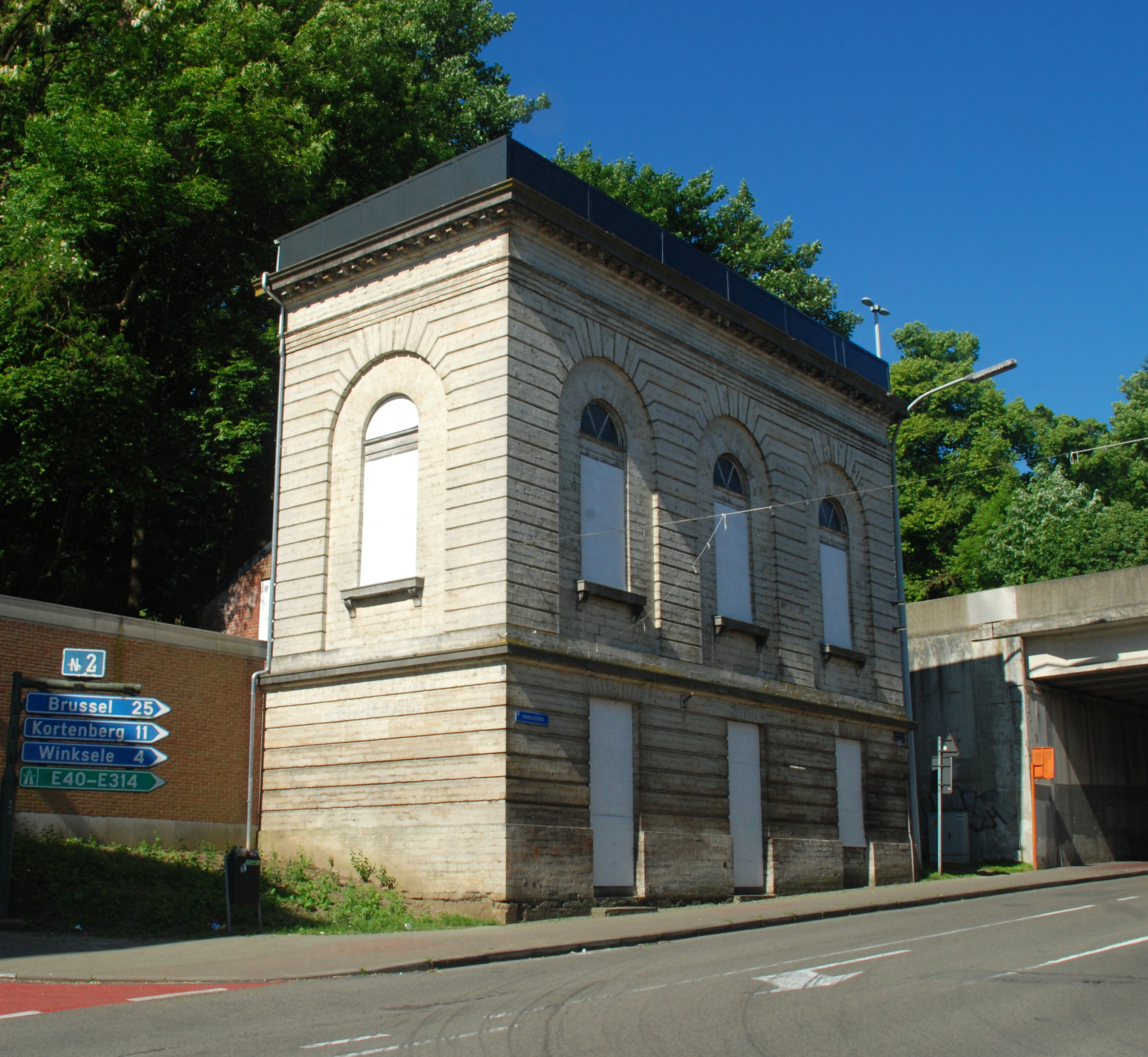
Zuidelijk tolhuis (negentiende-eeuws)

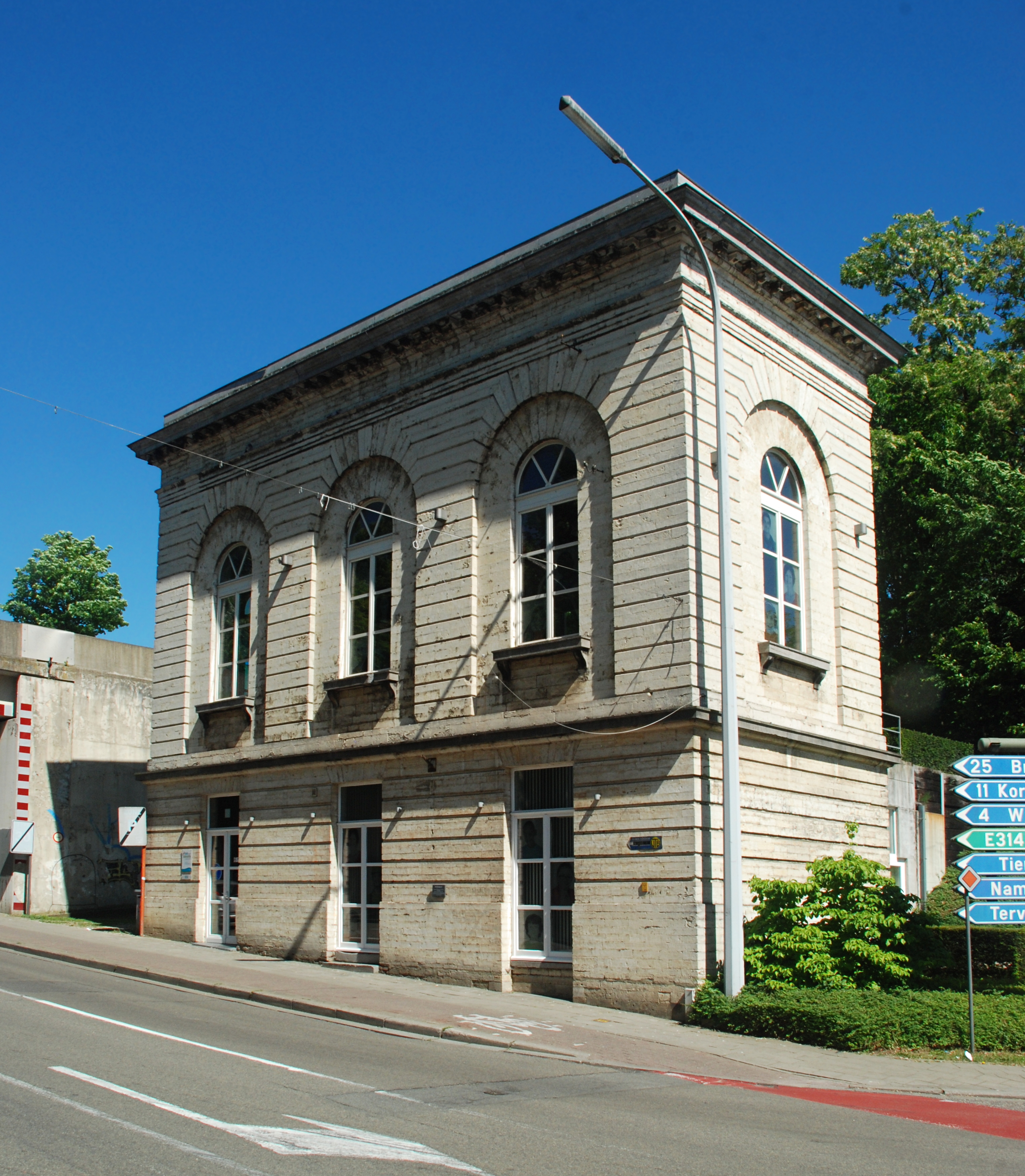
Noordelijk tolhuis (negentiende-eeuws)

De Brusselsepoort was een van de toegangspoorten van de stad Leuven (België), gelegen op de Brusselsestraat. Zij maakte deel uit van de buitenste of tweede ringmuur van de stad. De oorspronkelijke naam was Porta Vinearum of Wijngaardpoort; in de Middeleeuwen stond deze poort midden de wijngaarden binnen de stadsmuren. Na de Middeleeuwen heette de poort Vilvoordsepoort, omwille van de (kleine) baan naar Vilvoorde die er vertrok.

## Middeleeuwse poort
De poort werd gebouwd in 1358 en herbouwd in 1385.
In 1404 bouwde de stad het poortgebouw groots uit. De poort bestond uit twee ronde torens verbonden door een tussenstuk. In het poortgebouw bevond zich een lang binnenplein; wachters op de stadsmuren konden zo grote groepen mensen volgen die de stad wilden binnen komen. Aan de buitenzijde van het poortgebouw stond een nis met een Mariabeeld. In 1521 voerde de stad restauratiewerken uit, voornamelijk aan de daken die een groot oppervlak besloegen.
De Brusselsepoort hield stand tijdens het Beleg van Leuven (1635). Honderd jaar later (1735) liet de stad een tekst toevoegen aan het Mariabeeld: Maria wilt loven bewaeren heliik als over hondert jaeren. Dit betekent dat Maria Leuven wil bewaren zoals 100 jaar geleden.
Met het Oostenrijks bewind werd de steenweg aangelegd tussen Brussel en Leuven. Dit was letterlijk een stenen weg. Vandaar kreeg de poort haar definitieve naam: Brusselsepoort.
Bij de afbraak van de ringmuur aan het begin van de negentiende eeuw werd ook de Brusselsepoort afgebroken. Dit gebeurde in twee stappen: in 1806, onder het Franse bewind, en in 1824, onder het Hollandse bewind. Van de middeleeuwse stadspoort schiet daarom niets meer over. Edouard Remy liet tijdens de negentiende eeuw het gebied tussen de Brusselsepoort en de Tervuursepoort aanleggen als een park.

## Twee tolhuizen en een ijskelder
In de periode van het Verenigd Koninkrijk der Nederlanden liet het stadsbestuur twee tolhuizen optrekken, in neoclassicistische stijl; ook liet zij een ijskelder graven in de aarden wal, ten zuiden van de tolhuizen, in het parkgedeelte. Dit besliste de gemeenteraad van Leuven op 1 december 1824. In 1825 startten de werken, onder leiding van aannemer Jacob Augustinus uit Lubbeek en architect Martin-Jozef Hensmans uit Leuven. Het was niet de stadsarchitect van Leuven, G. Wirix, die de plannen van de drie gebouwen tekende, want deze was overbevraagd. Nochtans ontving de stadsarchitect de kritieken van de provincie Zuid-Brabant: de plannen waren te vaag en de prijs van 200.000 bakstenen voor de drie gebouwen was te hoog. Eind 1825 waren de gebouwen zo goed als klaar doch tot 1827 werden er nog werken uitgevoerd. De kosten liepen hoger op dan begroot, onder meer omdat de steenweg recht getrokken moest worden.
De tolhuizen hebben dienst gedaan van 1826 tot 1860. In 1860 werd het octrooigeld afgeschaft door de Belgische staat. Tot voor 1860 moest elke handelaar en landbouwer taks betalen aan de stad voor producten die op een lijst stonden.
De ijskelder deed langer dienst dan de tolhuizen, van 1826 tot 1900. Hij heeft een diameter van 5,6 meter en een diepte onder de grond van 7 meter. De stad verhuurde de ijskelder. Het ijs diende verschillende doelen: medisch en tandheelkundig gebruik, banketbakkerij en productie van roomijs. De vraag vanuit de stad voor ijs was groot. Naast de Brusselsepoort lag een vijver waarin ’s winters het ijs uitgekapt werd en in de ijskelder bewaard. Na 1900 vond de stad geen huurder meer, aangezien de eerste ijsfabrieken hun producten in de stad leverden.

## Twintigste en eenentwintigste eeuw
- Het noordelijke tolhuis werd een schietstand voor de Burgerwacht. Tussen 1999 en 2002 werd het volledig gerestaureerd; de Architectenkamer van de provincie Vlaams-Brabant is er gevestigd.
- Het zuidelijke tolhuis werd een kroeg. De fietsclub Réunion des Cyclistes had er onderdak. Dit tolhuis werd nooit gerestaureerd. De vriendenkring van de Civiele Bescherming kwam er samen tot 2008.

Met de aanleg van een viaduct van de ringlaan (R23) in het jaar 1975 verdween het zicht op de beide tolhuizen, van buiten de stad gezien. In 1989 werden beide tolhuizen beschermd erfgoed.
- De ijskelder interesseerde een aantal studenten van de Katholieke Universiteit Leuven in de jaren 50. Zij wilden er een ondergrondse feestzaal inrichten. Dit plan werd nooit uitgevoerd omwille van een negatief advies van de stedelijke gezondheidsdienst (1951); deze laatste vond de kelder meer geschikt voor paddenstoelenkweek dan als feestzaal. De ijskelder werd een stort en in de jaren 60 liet de stad de toegang dicht metselen om spelende kinderen weg te houden. De ijskelder geraakte in de vergetelheid. In 2017 werd de ijskelder gerestaureerd om kolonies van vleermuizen te laten overwinteren.[6]